# Тихомиров, Андрей Генрихович
Андрей Генрихович Тихомиров (10 февраля 1958, Ленинград) — российский композитор и музыкальный эссеист.

## Биография
Родился в семье двух научно-технических работников. В 10 лет увлёкся классической музыкой, освоил ноты с помощью школьной учительницы пения и начал учиться игре на фортепиано и сочинять. В возрасте 11 лет, самостоятельно разучив «Патетическую» сонату Бетховена, поступил в 4-й класс детской музыкальной школы Василеостровского района, где занимался фортепиано с К. К. Рогинским и композицией с Металлиди Ж. Л. В 1974 году был принят в Ленинградское музыкальное училище им. Н. А. Римского-Корсакова и по ходатайству преподавателей сразу же переведён на II курс. Занимался в классе Г. И. Уствольской (композиция) и А. М. Сердюка (специальное фортепиано), а также факультативно вокалом; окончил музыкальное училище с отличием в 1978 г., а в 1983 г. — Ленинградскую консерваторию им. Н. А. Римского-Корсакова по классу композиции у проф. С. М. Слонимского. Член Союза композиторов России. В настоящее время живёт в Софии (Болгария). Произведения Андрея Тихомирова регулярно исполняются в России и за рубежом.
Андрей Тихомиров является автором оригинальной концепции современного музыкального языка, претворяемой им в собственном творчестве и сформулированной в ряде статей и интервью. Эссе Тихомирова, посвящённые композиторам, публикуются в специализированных журналах: https://mus.academy/, classicalmusicnews.ru и др.

## Основные произведения

### Оперы
- «Дракула» (2007; 2015), либретто Ольги Файницкой
- «Последние дни» (1990; 2016) — «Маленькая трагедия» по одноимённой пьесе Булгакова Булгаков, Михаил Афанасьевич и фрагментам произведений Пушкина Пушкин, Александр Сергеевич
- «Небылица» Опера-зингшпиль для детей (1982; 2015)

### Симфоническая музыка
- Симфония № 1 (1984)
- Симфония № 2 (1988)
- Симфония № 3 «Зеркало» в трёх поэмах — «Одиночество», «Марш», «Молчание» (1997)
- «Fantasy-concert» для фортепиано с оркестром (1994)
- «Новогодняя музыка», концерт для фортепиано с оркестром (1997)
- «Мой первый концерт» для юных пианистов и струнного оркестра (2021)
- Концерт для скрипки, виолончели, клавесина и симфонического оркестра (1981)
- Концерт для домры и камерно-симфонического оркестра (1988 г.)
- Концерт в двух аффектах для балалайки, ф-но и струнного оркестра (2006)
- Концерт для гобоя и струнного оркестра (2007)
- Концерт для гитары и струнного оркестра (2008)
- Концерт для скрипки и струнного оркестра (2016)
- «Образ танца», альбом миниатюр для симфонического оркестра (постоянно пополняется, в настоящее время включает 11 пьес: «Сарабанда», «Мазурка», «Венский вальс», «Танго», «Фокстрот», «Самба», «Хип-хоп» и другие).

### Камерно-вокальная музыка
- Камерная кантата на стихи Федерико Гарсия Лорки для голоса и фортепиано (1980—1983)
- «Ветер в покинутом доме», вокальный цикл на стихи Хуана Рамона Хименеса (1985)
- «Двух станов не боец», вокальный цикл на стихи А. К. Толстого (1985)
- «Когда вся жизнь была иной», на стихи Николая Агнивцева, тетрадь I и II (1989; 1997)
- «De profundis» для голоса и ф-но на стихи Анны Ахматовой (1992)
- «Музыка для двоих», альбом дуэтов для сопрано, меццо-сопрано и ф-но на стихи Хуана Рамона Хименеса (1993)
- «Полуденные песни», вокальный цикл на стихотворения Сергея Городецкого (1994)
- «1917. К чему теперь весна?..» — композиция на тексты И.А. Бунина для низкого мужского голоса и фортепиано /фортепианногоо квинтета (2020)

### Камерная музыка для различных составов
- «Посвящение Моцарту», Ариетта и Финал для флейты / кларнета и камерного оркестра или струнного квартета (2008). Опубликовано немецким издательством Eicherberg Verlag
- Концертная пьеса для тубы и фортепиано (1983)
- «Пять воплощений B» для кларнета и струнного оркестра (1988)
- «Trio zum Abschied» для скрипки, альта и виолончели (1990)
- Дивертисмент для квинтета деревянных духовых инструментов (1991)
- «Кайф», пьеса для флейты и фортепиано (2006)
- «Это случилось в Севилье», концертная фантазия для оркестра русских народных инструментов (2009); переложение для двух домр и ф-но
- Мелодическое Трио для флейты, виолончели и фортепиано (2021)

### Сочинения для фортепиано соло
- Соната для фортепиано (1981)
- Лёгкая соната для ф-но (1986)
- Fantasia quasi una sonata (1986)
- «Средневековые ландшафты», альбом фортепианных пьес (1986)
- «Волшебный фонарь», альбом фортепианных пьес для детей (1987), опубликован Музыка (издательство) в 2021 г.
- «Соль», фортепианный триптих (1997)
- Ужин с классиками, альбом стилизаций (регулярно пополняется новыми пьесами)
- «Образ танца», авторская редакция для фортепиано пьес из одноименного симфонического альбома (2019)

## Семья
Жена — Ольга Аркадьевна Файницкая (род. 1957), автор либретто к опере А. Г. Тихомирова «Дракула».